# Liste der Bodendenkmäler in Schonstett
Auf dieser Seite sind die Bodendenkmäler in der oberbayerischen Gemeinde Schonstett zusammengestellt. Diese Tabelle ist eine Teilliste der Liste der Bodendenkmäler in Bayern. Grundlage ist die Bayerische Denkmalliste, die auf Basis des Bayerischen Denkmalschutzgesetzes vom 1. Oktober 1973 erstmals erstellt wurde und seither durch das Bayerische Landesamt für Denkmalpflege geführt wird. Die folgenden Angaben ersetzen nicht die rechtsverbindliche Auskunft der Denkmalschutzbehörde.

## Bodendenkmäler der Gemeinde Schonstett

### Bodendenkmäler in der Gemarkung Schonstett
| Lage                  | Objekt | Akten-Nr.     | Bild |
| --------------------- | --- | ------------- | ---- |
| Schonstett (Standort) | Untertägige mittelalterliche und frühneuzeitliche Befunde im Bereich von Schloss Schonstett und seiner Vorgängerbauten mit zugehörigem Wirtschaftshof und Gartenanlage. Siehe auch: Schloss Schonstett                  | D-1-8039-0185 |      |
| Schonstett (Standort) | Untertägige mittelalterliche und frühneuzeitliche Befunde und Funde im Bereich der Katholischen Pfarrkirche St. Johannes Baptist in Schonstätt und ihrer Vorgängerbauten. Siehe auch: St. Johannes Baptist (Schonstett) | D-1-8039-0186 |      |